# Михайлова, Наталья Владимировна
Ната́лья Влади́мировна Миха́йлова (род. 9 сентября 1963) — художественный руководитель и дирижёр Государственного камерного хора Республики Беларусь, Заслуженная артистка Республики Беларусь (2013).

## Биография
Родилась в Ужгороде. Закончила Краснодарское музыкальное училище (1985 г., класс С. А. Лукьянченко) и Белорусскую государственную консерваторию им. А. Луначарского по специальности «хоровое дирижирование» (класс А. П. Зеленковой).
Творческую деятельность начала в 1988 году в качестве хормейстера Минского камерного хора Белгосфилармонии; с 1995 г. — дирижёр камерного хора «Cantus» Белорусского общества инвалидов по зрению, после чего в 2000 году вернулась в Белгосфилармонию уже в качестве художественного руководителя и главного дирижёра Государственного камерного хора Республики Беларусь.
Работу в филармонии Н. Михайлова успешно совмещает с руководством вокальным ансамблем Национального оркестра симфонической и эстрадной музыки Республики Беларусь. Вокальную форму помогает поддерживать многолетнее служение в церкви в качестве певчей и отдельные сольные проекты.
Под руководством Н. Михайловой хор осуществил многочисленные музыкальные премьеры, впервые звучавшие в Беларуси. Коллектив участвовал в многочисленных международных фестивалях: «Хайнувские дни церковной музыки» — (Хайнувка, Польша, 2006 г.) — Гран-При; XV Международный фестиваль православной духовной музыки «Credo» (Таллин, Эстония, 2008 г.); Международные фестивали русской духовной музыки (Вильнюс, Литва, 1999—2009 гг.); Московский Пасхальный фестиваль, худ.рук. — Валерий Гергиев (Москва, Россия, 2010 г.).
Государственный камерный хор Республики Беларусь сотрудничает с различными оркестрами (Государственный академический симфонический оркестр Республики Беларусь, Литовский Государственный симфонический оркестр, Государственный академический Большой симфонический оркестр им. П. И. Чайковского, Государственный камерный оркестр РБ, ансамбль солистов «Классик-Авангард»), дирижёрами (А. Анисимов — Беларусь, В. Федосеев — Россия, Г. Ринкявичюс — Литва, В. Мик — Германия, Р. Сангольт — Норвегия, А. Сполдинг — США…
Творческая работа Н. Михайловой была дважды отмечена стипендией специального фонда президента Республики Беларусь, а в 2008 году за большой вклад в развитие белорусского искусства она была награждена медалью Франциска Скорины. 4 декабря 2013 года Н. Михайловой присвоено звание заслуженной артистки Республики Беларусь.